# Eric Nkansah
Pour les articles homonymes, voir Nkansah.
Eric Nkansah, né le 12 décembre 1974, est un athlète ghanéen spécialiste du 100 m.
Il est l'un des membres du relais 4 × 100 m ghanéen qui a terminé cinquième des championnats du monde de 1997 et établi un nouveau record national.
Il est porte-drapeau de la délégation ghanéenne lors de la cérémonie de clôture des Jeux olympiques de 2004.

## Palmarès

### Championnats du monde d'athlétisme
- Championnats du monde d'athlétisme de 1997 à Athènes ( Grèce)
  - 5e en relais 4 × 100 m

### Jeux du Commonwealth
- Jeux du Commonwealth de 1994 à Victoria ( Canada)
  - éliminé en série sur 100 m
  - éliminé en quart de finale sur 200 m
  - 6e en relais 4 × 100 m
- Jeux du Commonwealth de 1998 à Kuala Lumpur ( Malaisie)
  - 6e sur 100 m
  - disqualifié en finale du relais 4 × 100 m
- Jeux du Commonwealth de 2002 à Manchester ( Angleterre)
  - éliminé en demi-finale sur 100 m
- Jeux du Commonwealth de 2006 à Melbourne ( Australie)
  - abandon en finale du relais 4 × 100 m

### Jeux africains
- Jeux africains de 1995 à Harare ( Zimbabwe)
  -  Médaille d'or en relais 4 × 100 m
- Jeux africains de 2007 à Alger ( Algérie)
  -  Médaille d'argent sur 100 m
  - 4e en relais 4 × 100 m

### Championnats d'Afrique d'athlétisme
- Championnats d'Afrique d'athlétisme de 2006 à Bambous ( Maurice)
  -  Médaille de bronze sur 100 m
  -  Médaille de bronze en relais 4 × 100 m

## Sources
- (en) Cet article est partiellement ou en totalité issu de l’article de Wikipédia en anglais intitulé « Eric Nkansah » (voir la liste des auteurs).